# Otrić-Seoci
Otrić-Seoci falu Horvátországban, Dubrovnik-Neretva megyében. Közigazgatásilag Pojezerje községhez tartozik, annak központi települése.

## Fekvése
Makarskától légvonalban 38, közúton 57 km-re délkeletre az A1-es autópálya mentén fekszik. Területének nagy része karsztos terület, ahol főként szőlőültetvények találhatók.

## Története
A térség első ismert lakói az illírek voltak, halomsírjaik és egykori váraik maradványai máig fennmaradtak. Illír halomsírok találhatók többek között Zečić és Golovran között, valamint Strugétől északkeletre. Illír várrom található például a Strugétől északnyugatra emelkedő 478 méter magas Gradinán. A horvát törzsek a 7. század végén és a 8. század elején telepedtek le itt, ezután területe a neretvánok kenézségének Paganiának a részét képezte. A középkori horvát lakosságról mesélnek a korabeli temetőkből megmaradt sírkövek, melyek a község néhány településén megtalálhatók. A középkorban temető volt a régi strugei plébániatemplom mellett, valamint a Kod Mioča nevű helyen. Ekkor ez a vidék még a podjezerjei plébánia része volt. A török a 15. század második felében hódította meg ezt a vidéket. A török uralom idején a megmaradt keresztény lakosság lelki gondozását kezdetben a ljubuški ferences atyák látták el, majd miután 1563-ban kolostorukat lerombolták a zaostrogi kolostorból jöttek ide ferences szerzetesek. A térség török uralom végével a 17. század végén 1690 körül népesült be.
A mai lakosság döntően azoktól a betelepülőktől származik, akik a moreai háború (1684-1699) idején érkeztek ide Hercegovinából Mate Bebić szerdár vezetése alatt. A róluk szóló legrégibb dokumentum egy 1704-ből származó telekkönyvi összeírás, melyben az Antunović, Bašić, Čotić, Grmosić (Grmoja), Guinović, Jakić, Krstić, Matić, Mialović, Petrušić, Romić, Šimunović és Žderić családok nevei szerepelnek. Az idők folyamán, különösen a hercegovinai határt megállapító pozsareváci békével (1718.) zárult ún. kis háború után azonban ezeket a családokat újak váltották fel. 1767-ben az otrić-strugei plébániát leválasztották a podjezerjei plébániáról. A plébánia székhelye kezdetben Strugén volt, csak a 18. század végén lett a székhely Otrićon, a plébániatemplom pedig az itteni Szent Miklós templom lett, ahogy máig is az. A velencei uralomnak 1797-ben vége szakadt és osztrák csapatok vonultak be Dalmáciába. 1806-ban az osztrákokat legyőző franciák uralma alá került, de Napóleon lipcsei veresége után 1813-ban újra az osztrákoké lett. 1880-ban 380, 1910-ben 488 lakosa volt. 1918-ban az új szerb-horvát-szlovén állam, majd később Jugoszlávia része lett. A második világháború idején a Független Horvát Állam része volt. A településnek 2011-ben 657 lakosa volt, akik főként mezőgazdaságból éltek.

## Népesség
| Lakosság változása | Lakosság változása | Lakosság változása | Lakosság változása | Lakosság változása | Lakosság változása | Lakosság változása | Lakosság változása | Lakosság változása | Lakosság változása | Lakosság változása | Lakosság változása | Lakosság változása | Lakosság változása | Lakosság változása | Lakosság változása |
| ------------------ | ------------------ | ------------------ | ------------------ | ------------------ | ------------------ | ------------------ | ------------------ | ------------------ | ------------------ | ------------------ | ------------------ | ------------------ | ------------------ | ------------------ | ------------------ |
| 1857               | 1869               | 1880               | 1890               | 1900               | 1910               | 1921               | 1931               | 1948               | 1953               | 1961               | 1971               | 1981               | 1991               | 2001               | 2011               |
| 0                  | 0                  | 380                | 172                | 501                | 488                | 738                | 509                | 513                | 670                | 667                | 794                | 807                | 850                | 841                | 657                |

(1857-ben és 1869-ben teljes lakosságát, 1890-ben pedig lakosságának egy részét Pozla Gorához számították.)

## Nevezetességei
- A Szent Miklós tiszteletére szentelt plébániatemplomot 1733-ban említik először, valószínűleg néhány évvel ezelőtt építették. 1798-ban emelkedett plébániatemplom rangjára, de idővel kicsinek bizonyult, ezért 1852-ben és 1856-ban bővítették. A harangtorony 1965-ben épült. A templomot 1988-ban teljesen megújították és ez alkalommal újra bővítették. 1998-ban a homlokzatot és a tornyot kőlapokkal burkolták. A plébániatemplomtól a Gračina-hegyen álló Szent Rókus templomig 14 stációból álló keresztút vezet, melyet 1997 és 2001 között építettek.
- A strugei Szent Mihály templom a 18. század első felében épült. 1733-ban plébániatemplomként említik. Ezt a rangját 1798-ba veszítette el, amikor az otrići Szent Miklós templom lett a plébániatemplom. Ezt a templomot is többször bővítették. Homlokzatának közepén nagy körablak, felül nyitott harangtorony látható, benne két haranggal. Körülötte régi temető található.
- Az Otrić feletti 298 méter magas Gračina-hegyen áll a Szent Rókus templom. A helyén az ókorban illír erődítmény állt, róla kapta a hegy a nevét. A középkorban temető volt itt. A templom építési ideje nem ismert. Mivel hegytetőn áll többször érte villámcsapás miatti kár. Az épület eredetileg boltozott volt, tetejét kőlapok fedték. Matešan plébános idejében az 1990-es években a sérült falakat betonnal erősítették meg, a tetőt betonlapokkal fedték. A homlokzat feletti nyitott harangtoronyban két harang található. A templomban Szent Rókus és Szent Antal kisméretű szobrai találhatók.
- Illír eredetű halomsírok találhatók Zečić és Golovran között, Strugétől északkeletre, valamint Dominikovićinál a Mrčeva gomila nevű helyen.
- Ókori erődítmények álltak egykor a Srugétől északnyugatra emelkedő 478 méter magas Gradinán, Strugétől délre a 255 méteres Lisacon, Mali Prolog felett az 503 méteres Veliki Šubiron és Mali Prologtól északra a 81 méter magasságú Hunacon.

## Oktatás
Itt működik a község mai egyetlen alapiskolája mintegy 80 tanulóval. 1971. november 19-én nyitotta meg kapuit.